# Pałac w Pogorzeli
Pałac Tyszkiewiczów w Pogorzeli – zabytkowy budynek otoczony parkiem z 1880 roku, w którym znajdowała się szkoła.